# Kodi Smit-McPhee
Kodi Smit-McPhee (Melbourne, 13 de junho de 1996) é um ator australiano. Ganhou reconhecimento como ator infantil por seus papéis principais em The Road (2009) e Let Me In (2010). Posteriormente, deu voz ao personagem titular em ParaNorman (2012) e apareceu em Dawn of the Planet of the Apes (2014), X-Men: Apocalypse (2016), Alpha (2018) e Dark Phoenix (2019).
Em 2021, Smit-McPhee foi aclamado pela crítica por interpretar Peter Gordon no filme The Power of the Dog, que lhe rendeu um Globo de Ouro de Melhor Ator Coadjuvante e um AACTA Awards, e indicações aos prêmios BAFTA, Critics Choice, Screen Actors Guild e Oscar, além de inúmeras vitórias em associações de críticos.

## Carreira
Kodi já interpretou vários papéis no cinema e televisão. Em 2007, atuou com Eric Bana em Romulus, Meu Pai, pelo qual ganhou o AFI de Melhor Jovem Ator.
Kodi também participou do telefilme australiano The King e das séries de TV Monarch Cove e Nightmares and Dreamscapes: From the Stories of Stephen King no episódio intitulado Umney's Last Case. Em maio de 2016, apareceu nas telas como o mutante Noturno, no filme X-Men: Apocalypse, substituindo Alan Cumming, que interpretou no personagem em 2003, no filme X2.
Ele foi indicado para interpretar o filho sem nome do personagem (também sem nome) de Viggo Mortensen na adaptação cinematográfica do livro vencedor do Prêmio Pulitzer de ficção em 2007, A Estrada, de Cormac McCarthy.
Em 2021, Smit-Mcphee estrelou o filme The Power of the Dog, de Jane Campion. O filme estreou no 78.º Festival Internacional de Cinema de Veneza, onde foi aclamado pela crítica. O desempenho do ator em particular recebeu elogios, com Carlos Aguilar, do TheWrap, chamando-o de "terrivelmente excepcional", e Peter Bradshaw, do The Guardian, escreveu: "Smit-McPhee traz algo inescrutavelmente complexo e reservado ao comportamento de seu personagem". Por sua atuação, recebeu indicações aos prêmios Critics Choice e Screen Actors Guild e ganhou um Globo de Ouro de Melhor Ator Coadjuvante e diversos prêmios na mesma categoria, como das associações de críticos de New York Film Critics Circle, Chicago Film Critics Association, Los Angeles Film Critics Association, Washington D.C. Area Film Critics Association.

## Filmografia

### Cinema
| Ano  | Título original                       | Papel                        | Notas                      |
| ---- | ------------------------------------- | ---------------------------- | -------------------------- |
| 2005 | Stranded                              | Teddy                        | Creditado como Kodi Smit)l |
| 2006 | Fatal Contact: Bird Flu in America    | Toby Connelly                | Telefilme                  |
| 2007 | Romulus, My Father                    | Raimond                      |                            |
| 2007 | The King                              | John Wesley jovem            | Telefilme                  |
| 2008 | The Adventures of Charlotte and Henry | Henry                        | Telefilme                  |
| 2009 | The Road                              | Garoto                       |                            |
| 2009 | Tinytown                              | Davis                        |                            |
| 2010 | Matching Jack                         | Finn                         |                            |
| 2010 | Let Me In                             | Owen                         |                            |
| 2012 | Dead Europe                           | Joseph                       |                            |
| 2012 | ParaNorman                            | Norman                       |                            |
| 2013 | Romeo and Juliet                      | Benvolio                     |                            |
| 2013 | The Congress                          |                              |                            |
| 2014 | Dawn of the Planet of the Apes        | Alexander                    |                            |
| 2016 | X-Men: Apocalypse                     | Kurt Wagner / Nightcrawler   |                            |
| 2018 | Alpha                                 | Keda                         |                            |
| 2018 | Deadpool 2                            | Kurt Wagner / Nightcrawler   | Participação especial      |
| 2019 | X-Men: Dark Phoenix                   | Kurt Wagner / Nightcrawler   |                            |
| 2019 | Dolemite Is My Name                   | Nicholas Josef von Sternberg |                            |
| 2020 | 2067                                  | Ethan Whyte                  |                            |
| 2021 | The Power of the Dog                  | Peter Gordon                 |                            |
| 2022 | Elvis                                 | Jimmie Rodgers               | Pós-produção               |

### Televisão
| Ano  | Título                                                       | Papel                   | Notas       |
| ---- | ------------------------------------------------------------ | ----------------------- | ----------- |
| 2006 | Nightmares and Dreamscapes: From the Stories of Stephen King | Brandon / Jackson Evans | 2 episódios |
| 2006 | Monarch Cove                                                 | Jake (jovem)            | 4 episódios |

## Prêmios e indicações
| Prêmios | Prêmios   | Prêmios                                 | Prêmios                 | Prêmios          |
| Ano     | Resultado | Premiação                               | Categoria               | Título           |
| ------- | --------- | --------------------------------------- | ----------------------- | ---------------- |
| 2007    | Indicado  | Australian Film Institute               | Melhor Ator             | Romulus, Meu Pai |
| 2007    | Venceu    | Australian Film Institute               | Melhor Ator Mirim       | Romulus, Meu Pai |
| 2008    | Indicado  | Film Critics Circle of Australia Awards | Melhor Ator Coadjuvante | Romulus, Meu Pai |
| 2008    | Venceu    | Film Critics Circle of Australia Awards | Prêmio Especial         | Romulus, Meu Pai |
| 2009    | Indicado  | Young Artist Awards                     | Melhor Ator Jovem       | Romulus, Meu Pai |
| 2010    | Indicado  | Critics Choice Award                    | Melhor Ator Jovem       | A Estrada        |
| 2010    | Indicado  | Saturn Awards                           | Melhor Ator Jovem       | A Estrada        |
| 2022    | Indicado  | Academy Awards                          | Melhor Ator Coadjuvante | Ataque dos Cães  |